# لیتسکوواداموش
لیتسکوواداموش (به مجاری:  Lickóvadamos) یک منطقهٔ مسکونی در مجارستان است که در زالا واقع شده‌است.